# Love Live! Nijigasaki High School Idol Club
Love Live! Nijigasaki High School Idol Club (ラブライブ！虹ヶ咲学園スクールアイドル同好会?, Rabu Raibu! Nijigasaki Gakuen Sukūru Aidoru Dōkō-kai), spesso abbreviato in Nijigaku o Nijigasaki, è un progetto multimediale giapponese, nato come spin-off del franchise di Love Live! e della sua serie di giochi Love Live! School Idol Festival, co-prodotto dalle aziende di ASCII Media Works, Lantis e Bandai Namco Filmworks. La serie si incentra su un gruppo di idol, le Nijigasaki, che competono per mantenere vivo il loro club scolastico. Il progetto ha preso il via nel 2017 come "Perfect Dream Project" ed è stato inizialmente creato come parte del gioco Love Live! School Idol Festival All Stars: comprende musiche, una serie televisiva anime e un manga.
È stato realizzato un adattamento anime dalla Sunrise; la prima stagione è uscita nel 2020 e la seconda nel 2022. L'anime è stato pubblicato da Crunchyroll per lo streaming al di fuori dell'Asia.

## Trama
La storia si sviluppa ad Odaiba, Tokyo, dove si trova l'istituto Nijigasaki. La trama si concentra sul club delle idol di questa scuola, sui membri che si aggiungono, sulle esibizioni sia da sole che in gruppo e sui loro sforzi per evitare la chiusura del club.

## Personaggi

### Nijigasaki High School Idol Club

Logo delle Nijigasaki High School Idol Club

Il gruppo è stato originariamente annunciato come "Perfect Dream Project" e creato come parte del videogioco del 2020 Love Live! School Idol Festival All Stars. Il progetto ha preso il via il 15 aprile 2017, quando a seguito di un sondaggio di popolarità sui personaggi comuni del precedente gioco del franchise, Love Live! School Idol Festival, sono state annunciate le prime tre idol del progetto, ovvero Emma Verde, Shizuku Ōsaka e Kanata Konoe. Il mese successivo sono stati rivelati anche i restanti sei membri iniziali: Ayumu Uehara, Setsuna Yūki, Kasumi Nakasu, Ai Miyashita, Rina Tennōji e Karin Akasa.
Nel 2020 tramite i canali ufficiali del franchise viene annunciato l'ingresso di una nuova idol nel gruppo, ovvero Mifune Shioriko. Allo stesso modo, l'anno successivo viene annunciato l'ingresso in contemporanea di Lanzhu Zhong e Mia Taylor.
Yū Takasaki (高咲 侑?, Takasaki Yū)
Doppiata da: Hinaki Yano
Yu è una ragazza del secondo anno che frequenta il corso generale. Dopo aver assistito all'esibizione di Setsuna con l'amica di infanzia Ayumu, inizia ad appassionarsi alle idol e insieme a lei entra nel club scolastico a tema. A differenza di Ayumu e delle altre ragazze del club, Yu non è un'idol, ma si occupa solo dei compiti manageriali del gruppo, preferendo fare da supporto alle altre ragazze per farle raggiungere i loro obbiettivi. Durante la serie impara ad utilizzare la tastiera, così da poter comporre le musiche del gruppo. Allegra e gentile, nonostante sia la manager del gruppo e non un'idol, ha un carisma e un ottimismo che risultano magnetici, e portano le persone ad interessarsi al mondo delle idol che lei ama supportare.
Il nome di Yu è stato scelto nel 2019 attraverso una votazione online dei fan della serie attraverso i canali ufficiali del franchise: prima di allora non aveva ancora un nome, poiché nel videogioco Love Live! School Idol Festival All Stars il personaggio di Yu corrisponde a quello del giocatore, a cui i personaggi si rivolgono semplicemente con anata (あなた?), ovvero "tu".
Ayumu Uehara (上原 歩夢?, Ayumu Uehara)
Doppiata da: Aguri Ōnishi
Ayumu è una ragazza del secondo anno, ed è un'amica d'infanzia di Yu. Vista la sua timidezza, fatica ad esprimere apertamente i suoi sentimenti, e decide di entrare nel club solo dopo essere stata convinta da Yu. È anche laboriosa e gentile; tuttavia, a volte tende a essere un po' troppo dipendente da Yu, che tuttavia troverà il modo per renderla più indipendente e sicura di sé. Fa parte della sub-unit delle A・ZU・NA insieme a Setsuna e Shizuku.
Kasumi Nakasu (中須 かすみ?, Nakasu Kasumi)
Doppiata da: Mayu Sagara
Kasumi è una ragazza del primo anno che frequenta il corso generale. È la prima persona di cui Yu e Ayumu fanno conoscenza recandosi al club, dove Kasumi, come unico membro attivo dopo che gli altri membri hanno abbandonato, cerca di evitare la sua chiusura. Si riferisce a se stessa con l'appellativo di "Kasumin", anche se spesso gli altri membri la chiamano ironicamente "Kasukasu" (che in giapponese significa "secco, arido"), cosa che lei detesta. Nonostante abbia degli atteggiamenti un po' maliziosi e voglia sfoggiare il suo ego, in realtà è una ragazza dolce e allegra. Fa parte della sub-unit delle QU4RTZ insieme a Emma, Rina e Kanata.
Setsuna Yūki (優木 せつ菜?, Yūki Setsuna) / Nana Nakagawa (中川 菜々?, Nakagawa Nana)
Doppiata da: Tomori Kusunoki (2017-2023); Coco Hayashi (2023-)
Una misteriosa studentessa del secondo anno che nessuno ha visto a scuola al di fuori del club: infatti si scopre in seguito che Setsuna Yuuki è l'alter ego della presidentessa del consiglio studentesco Nana Nakagawa, che ha scelto di adottare questo nome per evitare che i suoi genitori venissero a scoprire della sua attività da idol. Oltre alle school idol, Setsuna è appassionata di anime, manga e videogiochi. Faceva parte del primo club di idol delle Nijigasaki insieme a Emma, Kasumi, Kanata e Shizuku, ma si era allontanata dalle altre a causa di una divergenza di idee sul significato di diventare idol. Come Nana indossa un paio di occhiali e porta i capelli legati con due trecce, mentre come Setsuna porta i capelli sciolti legati solamente da un lato con una forcina. Fa parte della sub-unit delle A・ZU・NA insieme ad Ayumu e Shizuku. In maniera simile alla manager Yu, Setsuna è una ragazza ottimista, carismatica e gentile, con una natura estremamente passionale che risulta contagiosa per gli altri.
Ai Miyashita (上原 歩夢?, Miyashita Ai)
Doppiata da: Natsumi Murakami
Ai è una vivace studentessa del secondo anno. Socievole e amichevole, viene spesso scambiata per una ragazza poco diligente a causa del suo aspetto da gyaru. In realtà è una studentessa d'onore e molto intelligente. Decide di entrare nel club poiché vuole sperimentare nuove sensazioni. Insieme a Karin forma la sub-unit delle DiverDiva. Le piace creare giochi di parole e ha un senso dell'umorismo un po' infantile. All'inizio è l'unica amica di Rina, e si dimostra premurosa e di supporto nell'aiutarla a superare la sua ansia sociale.
Emma Verde (エマ・ヴェルデ?, Ema Verude)
Doppiata da: Maria Sashide
Emma è una studentessa svizzera che frequenta il corso internazionale, trasferitasi in Giappone per uno scambio culturale. Era un membro del primo club di idol dell'istituto, ma lo aveva lasciato poiché doveva ritornare in Svizzera. Fa parte della sub-unit delle QU4RTZ insieme a Kasumi, Rina e Kanata. Allegra e bonaria, si distingue per le sue trecce, i capelli rossi, le lentiggini e il fisico prosperoso. Come l'amica e coinquilina Karin, infatti, è alta e formosa, e occasionalmente lavora come fotomodella. Ama molto il pane. Nel gioco di Love Live! School Idol Festival All Stars era originariamente una studentessa della Y.G. International Academy.
Rina Tennōji (天王寺 璃奈?, Tennōji Rina)
Doppiata da: Chiemi Tanaka
Rina è una studentessa del primo anno. Essendo molto timida e faticando a mostrare le sue emozioni, si copre spesso il volto con dei disegni di espressioni facciali da lei disegnate su fogli del suo taccuino per mostrare agli altri ciò che prova. Ha un carattere dolce e pacato ed è molto intelligente e abile in campo tecnologico. Durante le esibizioni live invece indossa un visore analogico costruito da lei che riproduce automaticamente le sue emozioni. Fa parte della sub-unit delle QU4RTZ insieme a Kasumi, Emma e Kanata.
Kanata Konoe (近江 彼方?, Konoe Kanata)
Doppiata da: Akari Kitō
Una studentessa del terzo anno che appare spesso assonnata in quanto, studiando all'istituto Nijigasaki con una borsa di studio, si trova nella condizione di restare spesso sveglia durante la notte per studiare così da non peggiorare la propria media. Nell'anime, è una sorella maggiore altruista che sostiene sua sorella minore Haruka e fa le faccende domestiche, anche se per questo perde spesso sonno. È anche una buona ascoltatrice e consigliera, aiutando Yu e Ayumu a superare il problema della loro separazione per seguire i loro sogni. Si porta sempre dietro un cuscino per poter dormire in qualunque posto si trovi. Faceva parte del primo gruppo di school idol delle Nijigasaki, ma si era allontanata dalle altre per concentrarsi sullo studio. Fa parte della sub-unit delle QU4RTZ insieme a Kasumi, Emma e Rina. In Love Live! School Idol Festival All Stars era originariamente una studentessa dell'istituto Shinonome.
Shizuku Ōsaka (桜坂 しずく?, Ōsaka Shizuku)
Doppiata da: Kaori Maeda
Una studentessa del primo anno che frequenta il club di teatro. Abile attrice, faceva parte del primo gruppo di idol con Setsuna, Kanata, Kasumi e Emma, ma aveva lasciato temporaneamente per concentrarsi sul club di teatro; tuttavia, trova modo di dedicarsi ad entrambe le attività. Fa parte della sub-unit delle A・ZU・NA insieme a Setsuna e Ayumu. Molto carina e dolce, viene considerata una yamato nadeshiko, ovvero una bellezza classica giapponese, ed è timida ma molto equilibrata, gentile, matura ed educata. Proviene da una famiglia ricca ma amorevole, ed è figlia unica. Invita tutto il suo gruppo a casa sua durante il loro viaggio di allenamento, il che mostra la sua gentilezza. In Love Live! School Idol Festival All Stars era originariamente una studentessa dell'istituto Seiran.
Karin Asaka (朝香 果林?, Asaka Karin)
Doppiata da: Miyu Kubota
Una studentessa del terzo anno dal fisico maturo e sensuale, che lavora come modella. Visto che la sua attività le prende molto tempo non ha molto tempo da dedicare allo studio, e per questo la sua media scolastica è piuttosto bassa. Insieme ad Ai forma la sub-unit delle DiverDiva. Matura e passionale, ma con un lato più ingenuo e infantile, nel gioco è più estroversa e provocante, ed è consapevole del suo bell'aspetto, mentre nell'anime è più introversa e un po' distaccata all'inizio; tuttavia, si dimostra gentile e premurosa dopo aver risolto i suoi problemi di autostima personali. È brava a coordinare i vestiti.
Lanzhu Zhong (鐘 嵐珠?, Shō Ranju)
Doppiata da: Akina Homoto
Una studentessa del secondo anno trasferitasi all'istituto Nijigasaki da Hong Kong. Lanzhu ha trascorso i suoi primi anni in Giappone ed è amica d'infanzia di Shioriko. È una ragazza molto competitiva e carismatica: dopo aver conosciuto le altre ragazze del club decide di partecipare da sola al festival, lanciando una sfida al club, in cui successivamente entrerà a far parte. Fa parte della sub-unit delle R3BIRTH insieme a Shioriko e Mia. È raffigurata come arrogante e altezzosa nel gioco, carente a livello di empatia, ma segretamente vorrebbe connettersi con gli altri a livello emotivo; al contrario, pur essendo sempre un po' arrogante, la sua rappresentazione nell'anime è molto meno ostile.
Shioriko Mifune (三船 栞子?, Mifune Shioriko)
Doppiata da: Moeka Koizumi
Una studentessa del primo anno, membro del consiglio studentesco di Setsuna. Succede a quest'ultima per la carica e come presidente del consiglio studentesco cerca di far sciogliere il club di idol dell'istituto, non giudicandolo conforme alle tradizioni di questo. Proviene da una famiglia ricca e ha una buona educazione accademica. Vive con sua sorella maggiore Kaoruko. Fa parte della sub-unit delle R3BIRTH insieme a Shioriko e Lanzhu. La sua personalità nell'anime è completamente diversa da quella del gioco; pur essendo diligente e seria, la sua controparte nell'anime non è per nulla aggressiva e si dimostra gentile e di supporto nei confronti del club anche prima di unirsi. È anche amica di Setsuna, e mantiene segreta la sua vera identità quando la scopre.
Mia Taylor (ミア・テイラー?, Mia Teirā)
Doppiata da: Shū Uchida
Una studentessa americana cresciuta a New York che frequenta il corso musicale. È considerata una ragazza prodigio: nonostante abbia solo 14 anni frequenta il terzo anno, essendo riuscita a passare anche gli esami degli anni successivi al proprio. All'inizio è piuttosto distaccata, scostante e apatica, ma entra in buoni rapporti con Yu e le due si aiutano a vicenda con le composizioni musicali. È amica di Lanzhu. Fa parte della sub-unit delle R3BIRTH insieme a Lanzhu e Shioriko.

## Media

### Musica
Le Nijigasaki sono apparse per la prima volta come gruppo virtuale all'interno del videogioco Love Live! School Idol Festival All Stars.
Prima del debutto musicale sono state divise in gruppi di tre per diverse app: uno sul sito web Dengeki Online (Kasumi, Karin e Setsuna), uno sul sito web della Famitsū (Ayumu, Ai e Rina) e uno sul sito web ufficiale del gioco (Emma, Shizuku e Kanata).
Nel 2019 il Dengeki G's Magazine, a seguito di una votazione online dei fan, ha pubblicato le sub-unit ufficiali del gruppo: DiverDiva (Karin e Ai),  A・ZU・NA (Ayumu, Shizuku e Setsuna) e QU4RTZ (Kasumi, Rina, Emma e Kanata).
Sono state prodotte numerose canzoni delle Nijigasaki sia come gruppo, sia in singolo e sia come sub-unit. Il primo album, TOKIMEKI Runners è stato pubblicato nel 2018 e contiene nove canzoni in singolo e una di gruppo. Il 12 febbraio 2020 vengono pubblicati i primi tre singoli di ciascuna sub-unit: SUPER NOVA delle DiverDiva, Dream Land! Dream World! delle A・ZU・NA e Sing & Smile!! delle QU4RTZ.

#### Album
| Titolo                         | Data di uscita    | Posizione più alta in classifica Oricon |
| ------------------------------ | ----------------- | --------------------------------------- |
| TOKIMEKI Runners               | 21 novembre 2018  | 5                                       |
| Love U My Friends              | 2 ottobre 2019    | 5                                       |
| Just Believe!!                 | 2 settembre 2020  | 5                                       |
| Sound of TOKIMEKI              | 27 gennaio 2021   | 15                                      |
| L!L!L! (Love the Life We Live) | 13 ottobre 2021   | 7                                       |
| Bound of TOKIMEKI              | 13 luglio 2022    | 8                                       |
| Fly with You!!                 | 4 ottobre 2023    | 4                                       |
| Doko ni Itemo Kimi wa Kimi     | 25 settembre 2024 | 7                                       |

### Manga
Il 18 dicembre 2018 sul sito ufficiale di Love Live! School Idol Festival All Stars inizia la pubblicazione di un manga yonkoma dal titolo Nijiyon: Love Live! Nijigasaki Gakuen School Idol Dōkōkai Yon-Koma, scritto da Sakurako Kimino e con disegni di Hito Miyako. La produzione è proseguita sul sito ufficiale del Dengeki G's Magazine. Sono stati pubblicati in cartaceo come tankōbon dalla casa editrice Kadokawa Shoten a partire dal 15 luglio 2020.
| Nº | Data di prima pubblicazione | Data di prima pubblicazione | Data di prima pubblicazione |
| Nº | Giapponese                  | Giapponese                  |                             |
| -- | --------------------------- | --------------------------- | --------------------------- |
| 1  | 15 luglio 2020              | ISBN 978-4-0491-3341-7      |                             |
| 2  | 17 giugno 2022              | ISBN 978-4-0491-4504-5      |                             |

### Light novel
Il 10 agosto 2023, in occasione del trentesimo anniversario dell'etichetta giapponese Dengeki Bunko, è stata pubblicata in collaborazione una light novel intitolata Love Live! Nijigasaki High School Idol Club Guren no Kenki -Flame Sword Princess-, ideata da Hajime Yatate e scritta da Yusaku Hirashi. Il racconto è uno spin off della serie principale e si incentra sul personaggio di Setsuna Yūki.

### Anime

Il gruppo delle Nijigasaki High School Idol Club nella prima stagione animata. Da sinistra a destra: Karin, Rina, Emma, Ai, Ayumu, Yū, Setsuna, Kanata, Shizuku e Kasumi.

La prima stagione di 13 episodi, diretta da Tomoyuki Kawamura e scritta da Jin Tanaka, è andata in onda dal 3 ottobre al 26 dicembre 2020 su Tokyo MX, SUN e KBS, seguita da una seconda trasmessa dal 2 aprile al 22 giugno 2022. Le sigle di apertura e di chiusura sono state eseguite dal gruppo delle Nijigasaki e sono rispettivamente Nijiiro Passions! (虹色Passions!?) e Neo Sky! Neo Map! per la prima stagione, e Colorful Dreams! Colorful Smiles! e Yume ga Bokura no Taiyō sa (夢が僕らの太陽さ?) per la seconda. Il 23 giugno 2023 è uscito nei teatri giapponesi l'OAV Love Live! Nijigasaki Gakuen School Idol Doukoukai: Next Sky. Nel dicembre del 2022 è stato annunciato Love Live! Nijigasaki High School Idol Club Kanketsu-hen, un film sequel conclusivo alla serie principale trasmesso in tre parti. La prima è uscita nei teatri giapponesi il 6 settembre 2024, mentre la seconda è stata annunciata per il 7 novembre 2025.
Al di fuori dell'Asia, l'anime è stato pubblicato da Crunchyroll.

#### Prima stagione
| Nº | Titolo italiano (traduzione letterale) Giapponese 「Kanji」 - Rōmaji                                                                                        | In onda          | In onda |
| Nº | Titolo italiano (traduzione letterale) Giapponese 「Kanji」 - Rōmaji                                                                                        | Giapponese       |         |
| 1  | Il primo battito 「はじまりのトキメキ」 - Hajimari no tokimeki                                                                                              | 3 ottobre 2020   |         |
| 2  | La ragazza più carina 「Cutest♡ガール」 - Cutest♡Gāru | 10 ottobre 2020  |         |
| 3  | Grida il tuo amore 「大好きを叫ぶ」 - Daisuki o sakebu | 17 ottobre 2020  |         |
| 4  | Una strada sconosciuta 「未知なるミチ」 - Michinaru michi                                                                                                   | 24 ottobre 2020  |         |
| 5  | Qualcosa che posso fare solo adesso 「今しかできないことを」 - Ima shika dekinai koto o                                                                     | 31 ottobre 2020  |         |
| 6  | La forma del sorriso 「笑顔のカタチ（⸝⸝>▿<⸝⸝）」 - Egao no katachi                                                                                          | 7 novembre 2020  |         |
| 7  | Lontano 「ハルカカナタ」 - Harukakanata | 14 novembre 2020 |         |
| 8  | Shizuku, Monochrome 「しずく、モノクローム」 - Shizuku, Monokurōmu                                                                                          | 21 novembre 2020 |         |
| 9  | Compagne ma rivali 「仲間でライバル」 - Nakama demo raibaru                                                                                                 | 28 novembre 2020 |         |
| 10 | Inizia l'estate. 「夏、はじまる。」 - Natsu, hajimaru. | 5 dicembre 2020  |         |
| 11 | Il sogno di tutte, il mio sogno 「みんなの夢、私の夢」 - Minna no yume, watashi no yume                                                                     | 12 dicembre 2020 |         |
| 12 | Sentimenti che sbocciano 「花ひらく思い」 - Hanahiraku omoi                                                                                                 | 19 dicembre 2020 |         |
| 13 | Il luogo dove i nostri sogni vengono realizzati (School Idol Festival) 「みんなの夢を叶える場所」 - Minna no yume o kanaeru basho (Sukūru aidoru festibaru) | 26 dicembre 2020 |         |

#### Seconda stagione
| Nº | Titolo italiano Giapponese 「Kanji」 - Rōmaji                                                | In onda        | In onda |
| Nº | Titolo italiano Giapponese 「Kanji」 - Rōmaji                                                | Giapponese     |         |
| 1  | Una nuova emozione 「新しいトキメキ」 - Atarashii tokimeki                                   | 2 aprile 2022  |         |
| 2  | Colori sovrapposti 「重なる色」 - Kasanaru iro                                               | 9 aprile 2022  |         |
| 3  | Sing! Song! Smile! 「Sing! Song! Smile!」                                                    | 16 aprile 2022 |         |
| 4  | Ai, amore e Love Triangle 「アイ Love Triangle」 - Ai Love Triangle                          | 23 aprile 2022 |         |
| 5  | Si alzi il sipario! Verso Dreamland! 「開幕！ドリームランド↑↑(*'▽')」 - Kaimaku! Dorīmurando | 30 aprile 2022 |         |
| 6  | La scelta di "ciò che ami" 「“大好き”の選択を」 - "Daisuki" no sentaku                       | 7 maggio 2022  |         |
| 7  | Ricordi di un sogno 「夢の記憶」 - Yume no kioku                                             | 14 maggio 2022 |         |
| 8  | Dove nasce l'arcobaleno 「虹が始まる場所」 - Niji ga hajimaru basho (Tokimeki Runners)       | 21 maggio 2022 |         |
| 9  | The sky I can't reach 「The Sky I Can't Reach」                                              | 28 maggio 2022 |         |
| 10 | Il wonder tour di Kasumin 「かすみん☆ワンダーツアー」 - Kasumin wandā tsuā                   | 4 giugno 2022  |         |
| 11 | Passato - Futuro - Presente 「過去・未来・イマ」 - Kako・Mirai・Ima                          | 11 giugno 2022 |         |
| 12 | Facciamo il tifo! 「エール！」 - Ēru!                                                        | 18 giugno 2022 |         |
| 13 | Che l'emozione risuoni! 「響け！ときめき―」 - Hibike! Tokimeki                               | 18 giugno 2022 |         |

#### Spin off
Nel 2022 viene annunciato Nijiyon Animation, un adattamento anime del manga yonkoma Nijiyon: Love Live! Nijigasaki Gakuen School Idol Dōkōkai Yon-Koma. Gli episodi sono stati trasmessi dal 6 gennaio al 24 marzo 2023 su Tokyo MX e BS11. La sigla di chiusura è What you gonna do (わちゅごなどぅー?), cantata dal gruppo delle Nijigasaki.
Una seconda stagione è stata annunciata lo stesso anno ed è andata in onda su Tokyo MX dal 5 aprile al 21 giugno 2024 e su BS11 dall'8 aprile al 24 giugno 2024. La sigla di chiusura è Nijigasaki Gakuen kōka (虹ヶ咲学園校歌?), cantata dal gruppo delle Nijigasaki.

### Videogiochi
Il 26 settembre 2024 è stato annunciato Love Live! Nijigasaki High School Idol Club: TOKIMEKI Roadmap to Future, una visual novel per Nintendo Switch e PC incentrata sul gruppo delle Nijigasaki. Il gioco è uscito il 24 aprile 2025.

## Accoglienza
La prima stagione dell'anime ha venduto circa 22 000 dischi blu-ray nel primo mese di uscita, classificandosi alla prima posizione nella classifica dei blu-ray e DVD più venduti di dicembre 2020 di Oricon. In un'indagine svolta nel 2020 dall'azienda di vestiti per cosplay COSPA, le uniformi estive dell'accademia Nijigasaki si sono classificate al secondo posto fra i dieci costumi più venduti in Giappone del 2019, dietro alle divise dell'istituto Otonokizaka di Love Live! School Idol Project.
La prima parte del film Love Live! Nijigasaki High School Idol Club Kanketsu-hen, uscita nei teatri giapponesi il 6 settembre 2024, si è classificata all'ottavo posto per incassi in patria nel primo weekend. A due settimane dall'uscita, il film ha incassato 167,7 milioni di yen (circa 1 milione di euro).

### Critica
Onosume di Anime UK News ha recensito la prima stagione dell'anime valutandola con un 7/10. Ha criticato il cambio di direzione rispetto agli ultimi due titoli del franchise, poiché non essendoci un obbiettivo finale da raggiungere, la trama risulta episodica. Ha però sottolineato come questo cambio permetta all'anime di essere «carino e relativamente spensierato». Ha anche apprezzato il character design, le personalità delle idol e la colonna sonora, evidenziando in particolare il lavoro fatto per le insert songs e le sigle di apertura e chiusura.

### Annotazioni
1. ↑  Tomori Kusunoki ha annunciato di lasciare la posizione per problemi di salute il 1º settembre 2022, ma è rimasta la doppiatrice di Setsuna Yūki fino al 31 marzo 2023. Dal 1º aprile 2023 è subentrata Coco Hayashi.

### Fonti
1. 1 2   Nijigasaki Gakuen School Idol Dōkōkai: in arrivo la terza stagione per le idol!, in AnimeClick.it, 15 dicembre 2019. URL consultato il 20 settembre 2023.
2. 1 2  (EN) Love Live! Nijigasaki High School Idol Club Anime Season 2's Video Announces April 2 Debut, in Anime News Network, 27 febbraio 2022. URL consultato il 23 settembre 2023.
3. ↑  (JA) 新スクールアイドルはこの3人！アプリ『スクフェス』新プロジェクトにエマ、桜坂しずく、近江彼方の転入生総選挙上位3人が登場！, su nijimen.net, 15 aprile 2017. URL consultato il 6 agosto 2024.
4. ↑  (EN) Love Live's "Perfect Dream Project" Unveils Its Six New Idols, in Crunchyroll, 20 maggio 2017. URL consultato il 6 agosto 2024.
5. ↑  (JA) 『虹ヶ咲学園スクールアイドル同好会』新メンバー加入のお知らせ！, su lovelive-anime.jp, 3 agosto 2020. URL consultato l'8 agosto 2024.
6. ↑  (JA) 『虹ヶ咲学園スクールアイドル同好会』新メンバー加入のお知らせ！, su lovelive-anime.jp, 31 agosto 2021. URL consultato l'8 agosto 2024.
7. 1 2 3 4 5 6 7 8 9 10 11 12  (EN) CAST & STAFF, su lovelive-anime.jp. URL consultato il 28 settembre 2023.
8. ↑  (JA) "『ラブライブ！虹ヶ咲学園スクールアイドル同好会』テレビアニメに登場する"あなた"の名前が"高咲 侑（たかさき ゆう）"に決定！", su famitsu.com.
9. ↑  (EN) Tomori Kusunoki Steps Down from Love Live! Nijigasaki High School Idol Club Role Due to Health, in Anime News Network, 1º settembre 2022. URL consultato il 28 settembre 2023.
10. ↑  (EN) Love Live Nijigasaki Reveals OVA Trailer and Visual, Setuna Yuki’s New VA, su animecorner.me. URL consultato il 28 settembre 2023.
11. ↑  (JA) 『ラブライブ！スクールアイドルフェスティバル ALL STARS（スクスタ）』で活動する虹ヶ咲学園スクールアイドル同好会のメンバーから中須かすみ、朝香果林、優木せつ菜の3名が電撃オンラインに登場！, su dengekionline.com. URL consultato il 6 agosto 2024.
12. ↑  (JA) ラブライブ！スクールアイドルフェスティバルALL STARS（スクスタ）情報まとめの攻略まとめTOP, su app.famitsu.com. URL consultato il 6 agosto 2024.
13. ↑  (JA) 【第２回：ラジオ番組】虹ヶ咲学園スクールアイドル同好会スクフェス分室_連載第45回, su lovelive-sif.bushimo.jp, 30 marzo 2018. URL consultato il 6 agosto 2024.
14. ↑  (EN) Love Live! PERFECT Dream Project Sub Unit Groups Revealed, in oprainfall, 29 aprile 2019. URL consultato il 6 agosto 2024.
15. 1 2  (JA) 「TOKIMEKI Runners」, su oricon.co.jp. URL consultato il 28 settembre 2023.
16. ↑  (JA) SUPER NOVA, su oricon.co.jp. URL consultato il 28 settembre 2023.
17. ↑  (JA) Dream Land! Dream World!, su oricon.co.jp. URL consultato il 28 settembre 2023.
18. ↑  (JA) Sing & Smile!!, su oricon.co.jp. URL consultato il 28 settembre 2023.
19. ↑  (JA) Love U my friends, su oricon.co.jp. URL consultato il 28 settembre 2023.
20. ↑  (JA) Just Believe!!, su oricon.co.jp. URL consultato il 28 settembre 2023.
21. ↑  (JA) Sound of TOKIMEKI, su oricon.co.jp. URL consultato il 28 settembre 2023.
22. ↑  (JA) L!L!L!(Love the Life We Live), su oricon.co.jp. URL consultato il 28 settembre 2023.
23. ↑  (JA) TVアニメ『ラブライブ!虹ヶ咲学園スクールアイドル同好会』2期 オリジナルサウンドトラック「Bound for TOKIMEKI」, su oricon.co.jp. URL consultato il 28 settembre 2023.
24. ↑  (JA) Fly with You!!, su oricon.co.jp. URL consultato il 5 luglio 2024.
25. ↑  (JA) どこにいても君は君(主題歌盤), su oricon.co.jp. URL consultato il 25 ottobre 2024.
26. 1 2  (JA) にじよん ～ラブライブ！虹ヶ咲学園スクールアイドル同好会 よんこま～, su kadokawa.co.jp, Kadokawa. URL consultato il 28 settembre 2023.
27. ↑  (JA) にじよん２ ～ラブライブ！虹ヶ咲学園スクールアイドル同好会 よんこま～, su kadokawa.co.jp, Kadokawa. URL consultato il 3 ottobre 2023.
28. ↑  (JA) 電撃文庫と虹ヶ咲学園スクールアイドル同好会が夢のコラボ！ 『紅蓮の剣姫～フレイムソード・プリンセス～』発売決定！, su lovelive-anime.jp, 14 maggio 2024. URL consultato il 5 agosto 2024.
29. ↑  (JA) 【お知らせ】大人気ライトノベル「紅蓮の剣姫」の実写映画化決定！主演には虹ヶ咲学園スクールアイドル同好会から優木せつ菜が抜擢！, su lovelive-anime.jp, 1º aprile 2022. URL consultato il 5 agosto 2024.
30. ↑  (JA) 『ラブライブ！虹ヶ咲学園スクールアイドル同好会 NEXT SKY』2023年6月23日（金）劇場公開決定！, su lovelive-anime.jp.
31. 1 2   Anime Preview: trailer e preview per Pole Princess e altri anime in uscita nel 2023, su animeclick.it, 5 dicembre 2022. URL consultato il 5 luglio 2024.
32. ↑  (EN) Love Live! Nijigasaki High School Idol Club Anime Gets 3-Part Film Screenings, in Anime News Network, 23 maggio 2023. URL consultato il 25 settembre 2023.
33. ↑  (EN) Love Live! Nijigasaki High School Idol Club Trilogy Film Releases First Part's Teaser Trailer, in Crunchyroll, 15 gennaio 2024. URL consultato il 5 luglio 2024.
34. ↑   Francesco Ventura, Love Live! Nijigasaki High School Idol Club: c'è una data per il secondo film anime, su Crunchyroll, 23 marzo 2025. URL consultato il 30 marzo 2025.
35. ↑   Francesco Ventura, Crunchyroll annuncia il suo palinsesto della primavera 2022!, su Crunchyroll, 22 marzo 2022. URL consultato il 19 novembre 2024.
36. ↑   Love Live! Nijigasaki High School Idol Club Spinoff 4-Panel Manga Nijiyon Gets TV Anime, in Anime News Network, 18 settembre 2022. URL consultato il 5 luglio 2024.
37. ↑  (JA) TVアニメ『にじよん あにめーしょん』主題歌シングル「わちゅごなどぅー」店舗特典を発表！, su lovelive-anime.jp, 24 novembre 2022. URL consultato il 5 agosto 2024.
38. ↑   Anime preview: novità per Konosuba, The 100 Girlfriends Who Really Love You e altre serie, su animeclick.it, 25 dicembre 2023. URL consultato il 5 luglio 2024.
39. ↑  (JA) 放送＆配信情報, su lovelive-anime.jp. URL consultato il 5 luglio 2024.
40. ↑  (JA) 映画「ニジガク」完結編のキービジュ公開、「にじよん」主題歌は「虹ヶ咲学園校歌」, su natalie.mu, 23 marzo 2024. URL consultato il 5 agosto 2024.
41. ↑   Federico Schirru, Love Live! Nijigasaki High School Idol Club: TOKIMEKI Roadmap to the Future – La data di uscita, su akibagamers.it, 26 settembre 2024. URL consultato il 27 settembre 2024.
42. ↑   Blu-ray e DVD anime: classifica giapponese dicembre 2020, in AnimeClick.it, 10 febbraio 2021. URL consultato il 7 luglio 2024.
43. ↑   I 10 cosplay più venduti da COSPA in Giappone, in AnimeClick.it, 11 gennaio 2020. URL consultato il 7 luglio 2024.
44. ↑  (EN) Mikikazu Komatsu, Japan Box Office: Love Live! Nijigasaki High School Idol Club Final Chapter Part 1 Makes No.8 Debut, su Crunchyroll, 10 settembre 2024. URL consultato il 21 marzo 2025.
45. ↑   Box Office Giappone: Suomi no Hanashi wo Shiyou subito al primo posto, su AnimeClick.it, 21 settembre 2024. URL consultato il 21 marzo 2025.
46. 1 2 3  (EN) Love Live! Nijigasaki High School Idol Club Season 1 Collector's Edition Review, su animeuknews.net, 28 marzo 2023. URL consultato il 7 luglio 2024.